# Zootrophion serpentinum
Zootrophion serpentinum är en orkidéart som beskrevs av Carlyle August Luer. Zootrophion serpentinum ingår i släktet Zootrophion och familjen orkidéer. Inga underarter finns listade i Catalogue of Life.